# Marguerite d'Autriche (1204-1266)
Pour les articles homonymes, voir Marguerite d'Autriche.
Marguerite d'Autriche (en allemand : Margarete von Österreich), également appelée Marguerite de Babenberg (en tchèque : Markéta Babenberská), née vers 1204 et morte le 29 octobre 1266 à Krumau, fut reine de Germanie de 1224 à 1235 par son mariage avec Henri VII de Hohenstaufen, puis reine de Bohême de 1253 à 1261 par son mariage avec Ottokar II Přemysl. 

## Origine et famille
Issue de la maison de Babenberg, Marguerite est la fille aînée du duc Léopold VI d'Autriche, et de son épouse Theodora Angelina, apparentée à l'empereur byzantin Isaac II. Ses grands parents paternels sont le duc Léopold V d'Autriche et la princesse Hélène de Hongrie. En 1194, son père avait d'abord hérité le duché de Styrie. Quatre ans plus tard, après le décès de son frère aîné Frédéric Ier, il devient duc d'Autriche. 
Parmi les jeunes frères et sœurs de Marguerite figurent :
- Agnès († 1226), épouse du duc Albert Ier de Saxe, un membre de la maison d'Ascanie ;
- Henri († 1228), époux d'Agnès, fille du landgrave Hermann Ier de Thuringe ;
- Gertrude († 1241), épouse du landgrave Henri le Raspon ;
- Frédéric II († 1246), succéda à son père en tant que duc d'Autriche ;
- Constance († 1243), épouse du margrave Henri III de Misnie (maison de Wettin).

Léopold VI mourut en 1230 et son seul fils survivant, Frédéric II, hérite des duchés d'Autriche et de Styrie.

## Unions et postérité

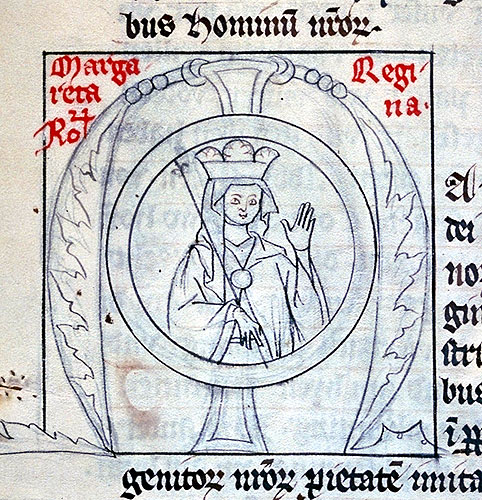
Marguerite, reine de Bohême et duchesse d'Autriche, Liber fundatorum de l'abbaye de Zwettl (XIVe siècle).

Le 29 novembre 1225 à Nuremberg, Marguerite d'Autriche épouse Henri VII, fils aîné de l'empereur Frédéric II de Hohenstaufen, qui est son cadet de sept ans. Henri a été élu roi des Romains en 1220, ce en quoi son père avait promulgué la Confoederatio cum principibus ecclesiasticis en faveur des princes ecclésiastiques. Marguerite elle-même est couronnée, le 23 mars 1227, reine de Germanie à Aix-la-Chapelle. Le couple a deux enfants, Henri et Frédéric qui meurent très jeunes.
Peu après, toutefois, Henri VII s'est disputé avec son père et il se sépare de Marguerite de facto en 1231. Emprisonné et déposé par Frédéric II en 1235, il meurt misérablement lors d'un transport en Calabre en février 1242. Sa veuve Marguerite se retire dans un couvent de dominicaines à Trèves, puis à Wurtzbourg. 
À la mort de son frère le duc Frédéric II d'Autriche sans enfant en 1246, la lignée mâle des Babenberg est éteinte. Marguerite est considérée comme l'héritière des duchés d'Autriche et de Styrie, elle devait toutefois faire face à la concurrence de sa nièce Gertrude de Babenberg, fille de son frère Henri. Marguerite et Gertrude toutes les deux peuvent hériter selon les principes du Privilegium Minus. Très vite, Gertrude est mariée au margrave Vladislav de Moravie, fils aîné du roi Venceslas Ier de Bohême, qui cependant mourut en janvier de l'année suivante. Gertrude se maria en secondes noces avec le margrave Hermann VI de Bade qui ne réussit pas à s'imposer en tant que souverain autrichien. Le duc Othon II de Bavière est chargé de la gestion de l'Autriche.
Pendant le Grand Interrègne, après le décès de l'empereur Frédéric II en 1250, les troupes d'Ottokar II Přemysl, fils cadet du roi Venceslas Ier, envahirent les pays autrichiens. Le prince bohémien a obtenu la reconnaissance de la nobilité locale et, pour légitimer ses prétentions, il s'est marié avec Marguerite d'Autriche le 11 février 1252 au château de Hainburg (Heimenburg). De ce fait, Gertrude de Babenberg se voit dépossédée de tous ses droits contre une indemnisation annuelle modeste. Lors de son second mariage, Marguerite était de 28 ans plus âgé que son époux. Leur communauté conjugale, confirmé par dispense pontificale du 5 juillet 1253, reste stérile et son mari la répudie en 1260. 
Ottokar II succède à son père en tant que roi de Bohême en 1253. Il engagea la guerre contre le roi Béla IV de Hongrie et a participé aux croisades de l'ordre Teutonique contre les Prussiens. Une fois en possession de l'Autriche et de la Styrie, il divorçait de Marguerite pour se marier à la princesse Cunégonde de Slavonie en 1261. 

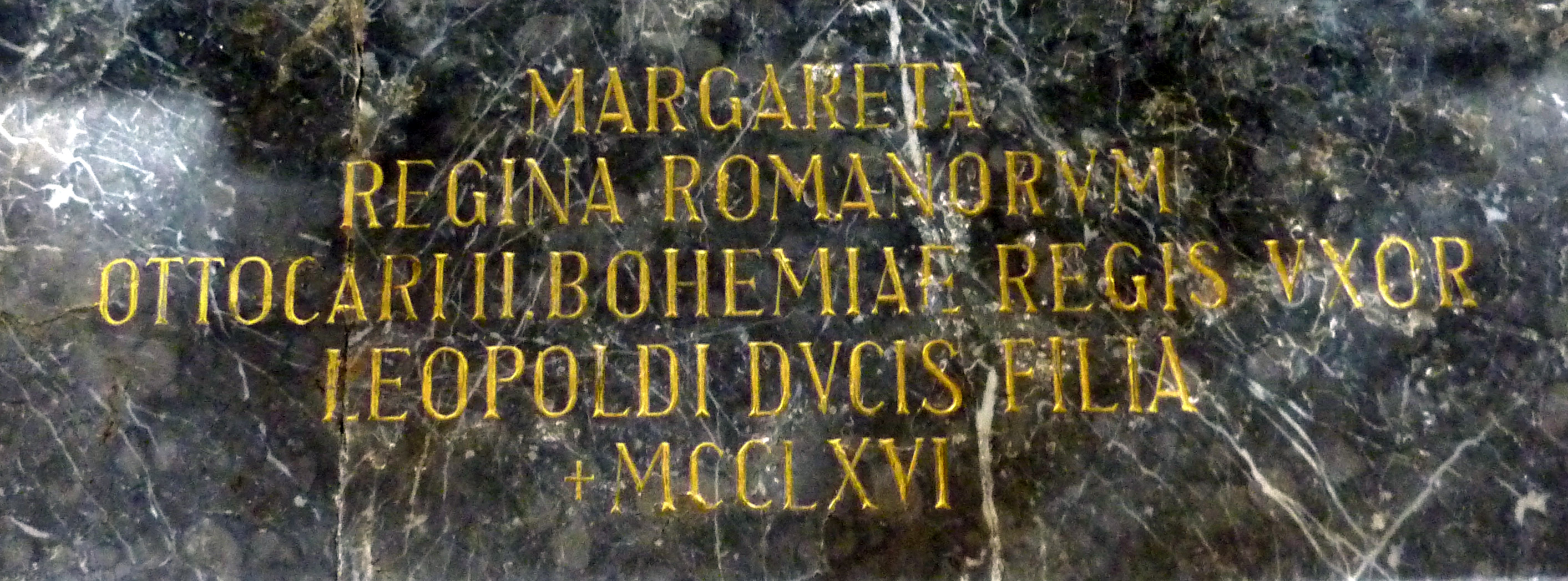
Épitaphe, abbaye de Lilienfeld.

Marguerite d'Autriche passa les dernières années de sa vie au château de Krumau sur le Kamp au nord de Krems. À sa mort, survenue en 1266 ou 1267, elle fut inhumée à l'abbaye de Lilienfeld. Les plans ambitieux de son ex-mari d'obtenir la couronne impériale ont échoué lors de la lutte contre Rodolphe de Habsbourg. Finalement, Ottokar est tué à la bataille de Marchfeld en 1278.